# Райтхофер, Норберт
Норберт Райтхофер (нем. Norbert Reithofer; 29 мая 1956 г. Пенцберг, Германия) — немецкий бизнесмен, председатель совета директоров и главный исполнительный директор BMW (2006—2015).

## Биография
После окончания средней школы в Мюнхене Райтхофер поступил в Мюнхенский университет на факультет машиностроения, но затем перевёлся на специальность маркетинга и управления. После окончания института он стал научным сотрудником в университете вместе с другим студентом, Йоахимом Мильбергом, под руководством которого он получил свою докторскую степень
В 1987 году Райтхофер вошёл в штат BMW в качестве руководителя отдела планирования. С 1991 по 1994 год являлся директором отдела планирования и дизайна машинных корпусов департамента внутренних технологических исследований компании BMW.